# Hakamata Yutaro
Hakamata Yutaro (sinh ngày 24 tháng 6 năm 1996) là một cầu thủ bóng đá người Nhật Bản.

## Sự nghiệp câu lạc bộ
Hakamata Yutaro hiện đang chơi cho Yokohama FC.